# Arbeitsgruppe Schweiz-Kolumbien
Die Arbeitsgruppe Schweiz-Kolumbien (ASK) ist eine Schweizer NGO mit Sitz in Bern und Sektionen an verschiedenen Orten, die sich für Menschenrechte in Kolumbien einsetzt.
Die ASK wurde 1987 gegründet, um „der kolumbianischen Zivilbevölkerung eine Stimme“ zu verleihen. Sie leistet dafür Informations- und Lobbyarbeit, leitet Kampagnen, organisiert kulturelle Anlässe und bietet kolumbianischen Menschenrechtsaktivisten in der Schweiz eine Plattform. Die ASK veröffentlicht alle zwei Wochen das Bulletin Kolumbien-aktuell und einen Kolumbien-Monatsbericht.

## Veröffentlichungen
- Mit Vollgas in den Hunger: Brot statt Agrotreibstoffe = Réservoirs pleins et assiettes vides : du pain plutôt que des agro-carburants. Ab 2008. Digitalisat auf e-Helvetica
- Kolumbien aktuell. Wöchentliche Information und Analyse zur Situation in Kolumbien ab 1988. OCLC 173869254
- Kolumbien-Monatsbericht. Seit 2005 online. OCLC 885261817 OCLC 173872512
- Als Mitherausgeberin: Kerstin Meinhardt, Kolumbiengruppe: Menschenrechte in Kolumbien: kein Friede ohne Gerechtigkeit. Idstein: Meinhardt Text und Design, 1998. ISBN 9783933325075
- Jahresbericht (Archivierte Online-Kopien im Schweizerischen Sozialarchiv)
- Eduardo Galeano, Arbeitsgruppe Schweiz-Kolumbien, Luzerner Lateinamerika-Woche et al. (Lateinamerika-Solidaritätsgruppen in Zusammenarbeit mit politischen Organisationen und Einzelpersonen): Dokumentation zur Lateinamerika-Woche, Luzern, Mai 1988. Adligenswil: Arbeitsgruppe Schweiz-Kolumbien et al., 1988. OCLC 611252697